# Starbase (SpaceX)
Starbase es un puerto espacial e instalaciones de producción y desarrollo de cohetes Starship, ubicado en Boca Chica, Texas, Estados Unidos. Ha estado en construcción a finales de los años 2010 y 2020 por SpaceX, un fabricante aeroespacial estadounidense.
Cuando se conceptualizó, su propósito declarado era "proporcionar a SpaceX un sitio de lanzamiento exclusivo que le permitiera a la compañía acomodar su manifiesto de lanzamiento y cumplir con las ventanas de lanzamiento ajustadas". El sitio de lanzamiento originalmente estaba destinado para apoyar los lanzamientos de los vehículos de lanzamiento Falcon 9 y Falcon Heavy, así como "una variedad de vehículos de lanzamiento suborbitales reutilizables", pero a principios de 2018, SpaceX anunció un cambio de planes, declarando que el sitio de lanzamiento se usaría exclusivamente para el vehículo de lanzamiento de próxima generación de SpaceX, Starship. Entre 2018 y 2020, el sitio añadió una importante producción de cohetes y capacidad de prueba. Elon Musk, consejero delegado de SpaceX, indicó en 2014 que esperaba que los "astronautas comerciales, astronautas privados, partieran del sur de Texas" y preveía el lanzamiento de naves espaciales a Marte desde el emplazamiento.
Entre 2012 y 2014, SpaceX consideró siete ubicaciones potenciales en los Estados Unidos para la nueva instalación de lanzamiento comercial. Por lo general, para los lanzamientos orbitales, un emplazamiento ideal debería tener una ruta de sobrevuelo marítimo hacia el este por motivos de seguridad y estar ubicado lo más cerca posible del ecuador para aprovechar la velocidad de rotación de la Tierra. Durante gran parte de este período, una parcela de terreno adyacente a la playa de Boca Chica cerca de Brownsville, Texas, fue la ubicación candidata principal, durante un largo período mientras la Administración Federal de Aviación (FAA) de EE. UU. llevaba a cabo una extensa evaluación medioambiental sobre el uso de la ubicación de Texas como sitio de lanzamiento. También durante este período, SpaceX comenzó a adquirir terrenos en la zona, comprando aproximadamente 41 acres (165 921,3 m²) y arrendamiento 57 acres (230 671 m²) en julio de 2014. SpaceX anunció en agosto de 2014 que habían seleccionado la ubicación cerca de Brownsville como la ubicación para el nuevo sitio de lanzamiento no gubernamental, después de que se completara la evaluación ambiental final y los acuerdos ambientales estuvieran vigentes en julio de 2014. Un lanzamiento orbital de Starship la convertiría en la cuarta instalación de lanzamiento activa de SpaceX, después de tres ubicaciones de lanzamiento alquiladas al gobierno de EE. UU .
SpaceX realizó una ceremonia inaugural de la nueva instalación de lanzamiento en septiembre de 2014, y la preparación del terreno comenzó en octubre de 2015. La primera antena de seguimiento se instaló en agosto de 2016 y el primer tanque propulsor llegó en julio de 2018. A finales de 2018, la construcción aceleró considerablemente y el sitio vio la fabricación de los primeros 9 m de diámetro (30 ft) prototipo de vehículo de prueba, Starhopper, que se probó y voló de marzo a agosto de 2019. Hasta 2021, se están construyendo prototipos de vehículos de vuelo adicionales en las instalaciones para pruebas a mayor altitud. En marzo de 2020, había más de 500 personas empleadas en la instalación, con la mayoría de la fuerza laboral involucrada en operaciones de producción las 24 horas del día, los 7 días de la semana para el vehículo de lanzamiento SpaceX de tercera generación, Starship.

## Historia
Las conversaciones privadas entre SpaceX y los autoridadesestatales sobre un sitio de lanzamiento privado comenzaron al menos en 2011. El CEO de SpaceX, Elon Musk, mencionó su interés en un sitio de lanzamiento privado para sus lanzamientos comerciales en un discurso de septiembre de 2011. La empresa anunció en agosto de 2014 que había elegido Texas como ubicación para su sitio de lanzamiento de SpaceX South Texas . Los trabajos de suelo comenzaron en 2015 y la construcción principal de las instalaciones comenzó a finales de 2018, con pruebas de motores de cohetes y pruebas de vuelo a partir de 2019.
El nombre Starbase comenzó a ser utilizado más ampliamente por SpaceX después de marzo de 2021 cuando tuvo algunas discusiones descritas como una "investigación casual" sobre la incorporación de una ciudad que se llamaría Starbase, y, a principios de 2022, el apodo Starbase para las instalaciones de SpaceX en el sur de Texas se había convertido en algo común. Starbase también se utiliza a veces para describir la región de la península del subdelta de Boca Chica que rodea las instalaciones de SpaceX; véase Boca Chica (Texas) § "Base estelar", Texas.

### Selección del sitio de lanzamiento y evaluación ambiental
Ya en abril de 2007, se conocían públicamente al menos cinco ubicaciones potenciales, entre ellas "emplazamientos en Alaska, California, Florida, Texas y Virginia". En septiembre de 2012, quedó claro que Georgia y Puerto Rico también estaban interesados en buscar la nueva instalación del puerto espacial comercial de SpaceX. La Autoridad de Desarrollo Conjunto del condado de Camden, Georgia, votó unánimemente en noviembre de 2012 para "explorar el desarrollo de una instalación de puerto aeroespacial" en un sitio costero del Atlántico para apoyar las operaciones de lanzamiento tanto horizontales como verticales. El sitio principal de Puerto Rico bajo consideración fue la antigua Estación Naval de Roosevelt Roads. : 87 Para septiembre de 2012, SpaceX estaba considerando siete ubicaciones potenciales en los Estados Unidos para la nueva plataforma de lanzamiento comercial. Desde entonces, la principal ubicación candidata para la nueva instalación fue una parcela de tierra adyacente a la playa de Boca Chica, cerca de Brownsville, Texas .
A principios de 2013, Texas seguía siendo el principal candidato para la ubicación de la nueva instalación de lanzamiento comercial de SpaceX, aunque Florida, Georgia y otras ubicaciones seguían en la carrera. En Texas se introdujeron legislaciones para permitir el cierre temporal de las playas estatales durante los lanzamientos, limitar la responsabilidad por el ruido y otros riesgos de vuelos espaciales comerciales, además de considerar un paquete de incentivos para alentar a SpaceX a ubicarse en Brownsville, Texas . Las estimaciones económicas de 2013 indican que SpaceX invirtió aproximadamente 100 millones de dólares en el desarrollo y la construcción de la instalación La Legislatura de Texas aprobó un paquete de incentivos de 15 millones de dólares en 2013.
En abril de 2012, la Oficina de Transporte Espacial Comercial de la FAA inició un Aviso de Intención para realizar una Declaración de Impacto Ambiental y audiencias públicas en el nuevo sitio de lanzamiento, que estaría ubicado en el condado de Cameron, Texas. El resumen indicó que el sitio de Texas admitiría hasta 12 lanzamientos comerciales por año, incluidos dos lanzamientos de Falcon Heavy. La primera reunión pública se llevó a cabo en mayo de 2012, y la FAA publicó un borrador de Declaración de impacto ambiental (EIS) para la ubicación en el sur de Texas en abril de 2013. Las audiencias públicas sobre el borrador del EIS se llevaron a cabo en Brownsville, seguidas de un período de comentarios públicos que finalizó en junio de 2013. El borrador del EIS identificó tres parcelas de terreno—un total de 12,4 acres (5 ha) —que teóricamente se utilizaían para el centro de control. Además, SpaceX había arrendado 56,6 acres (22,9 ha) de terreno adyacente a la terminal de Texas State Highway 4, 20 acres (8,1 ha) de los cuales se utilizarían para desarrollar la zona de lanzamiento vertical; el resto permanecería como espacio abierto alrededor de la instalación de lanzamiento. En julio de 2014, la FAA emitió oficialmente su Registro de decisión con respecto a las instalaciones de la playa de Boca Chica y descubrió que "la propuesta de Space Exploration Technologies de Elon Musk no tendría un impacto significativo en el medio ambiente", aprobando y describiendo la propuesta de SpaceX. La compañía anunció formalmente la selección de la ubicación de Texas en agosto de 2014.
En septiembre de 2013, la Oficina General de Tierras del Estado de Texas (GLO) y el condado de Cameron firmaron un acuerdo en el que se esbozaba cómo se gestionarían los cierres de playas para respaldar un programa de lanzamiento futuro de SpaceX. El acuerdo tiene por objeto permitir el desarrollo económico en el condado de Cameron y proteger el derecho del público a tener acceso a las playas del estado de Texas. Según el plan de Texas de 2013, se permitiría el cierre de playas, pero no se esperaba que excedieran un máximo de 15 horas por fecha de cierre, con no más de tres vuelos espaciales programados entre el sábado anterior al Día de los Caídos y el Día del Trabajo, a menos que el GLO de Texas lo apruebe. .
En 2019, la FAA completó una reevaluación de las instalaciones de SpaceX en el sur de Texas y, en particular, los planes revisados de un puerto espacial comercial a ser más bien un astillero de naves espaciales para construir y probar cohetes en la instalación, así como para volar cohetes diferentes: SpaceX Vehículos de prueba de naves estelares y prototipos: desde el sitio que Falcon 9 y Falcon Heavy imaginaron en la evaluación ambiental original de 2014. En mayo y agosto de 2019, la FAA emitió un informe escrito con la decisión de que no se requeriría una nueva Declaración de Impacto Ambiental (EIS) complementaria. En mayo de 2021, la FAA emitió una pregunta frecuente por escrito sobre la revisión ambiental de la FAA de SpaceX Starship/Super Heavy Operations en el sitio de lanzamiento de Boca Chica. 
En 2022, Starship había sufrido grandes retrasos en un vuelo orbital debido a la demora de una licencia de la FAA (Administración Federal de Aviación) para permitir hallazgos sobre el impacto medioambiental. El 13 de junio de 2022, la FAA anunció que Starbase no estaba creando un impacto significativo en el medio ambiente, pero enumeró más de 75 acciones que debían llevarse a cabo antes de la revisión de una licencia de lanzamiento orbital. Algunas de estas acciones incluyen contribuciones de $ 5,000 a organizaciones sin fines de lucro dedicadas a la vida silvestre en el área, asegurándose de que las carreteras permanezcan abiertas en ciertos días del año y acciones para proteger las poblaciones locales de tortugas marinas.

### Adquisición de tierras
Antes de una decisión final sobre la ubicación del puerto espacial, SpaceX comenzó a adquirir una serie de propiedades inmobiliarias en el condado de Cameron, Texas, a partir de junio de 2012. Para julio de 2014, SpaceX había comprado aproximadamente 41 acres (165 921,3 m²) y arrendó 57 acres (230 671 m²) cerca de Boca Chica Village y Boca Chica Beach a través de una empresa llamada Dogleg Park LLC, en referencia al tipo de trayectoria "dogleg" que deberán seguir los cohetes lanzados desde Boca Chica.
Antes de mayo de 2013, se habían comprado cinco lotes en la subdivisión Spanish Dagger en Boca Chica Village, adyacente a la autopista 4 que conduce al sitio de lanzamiento propuesto. En mayo de 2013, SpaceX compró otras tres parcelas, añadiendo otro 1 acre (4046,9 m²) , además de cuatro lotes más con un total de 1,9 acres (7689,0 m²) en julio de 2013, haciendo un total de 12 lotes comprados por SpaceX. En noviembre de 2013, SpaceX "aumentó sustancialmente sus posesiones de terrenos en la zona de la playa de Boca Chica de 12 lotes a 72 lotes sin urbanizar" comprados, que abarcan un total de aproximadamente 24 acres (97 124,6 m²), además de los 56,5 acres (228 647,6 m²) arrendados a propietarios privados. Se compraron unos pocos acres adicionales a fines de 2013, elevando el total de SpaceX "de 72 lotes sin desarrollar a 80 lotes con un total de aproximadamente 26 acres". A finales de 2013, SpaceX completó un replanteamiento de 13 lotes por un total de 8,3 acres (33 588,9 m²) en una subdivisión que han denominado "Mars Crossing".
En febrero de 2014, compraron 28 lotes adicionales que rodean el complejo propuesto en Boca Chica Beach, con lo que el terreno propiedad de SpaceX ascendió a aproximadamente 36 acres (145 687 m²) además del arrendamiento de 56 acres (226 624,2 m²). Las inversiones de SpaceX en el condado de Cameron continuaron en marzo de 2014, con la compra de más extensiones de tierra, con lo que el número total de lotes de su propiedad ascendió a 90. Los registros públicos mostraron que el superficie total de terreno que SpaceX entonces poseía a través de Dogleg Park LLC era de aproximadamente 37 acres (149 733,8 m²) . Esto se suma a 56,5 acres (228 647,6 m²) que SpaceX tenía en arrendamiento. En septiembre de 2014, Dogleg Park completó un replanteamiento de lotes por un total de 49,3 acres (199 510,2 m²) en una segunda subdivisión, esta denominada "Launch Site Texas", compuesta por varias parcelas de propiedad adquiridas previamente. Este es el emplazamiento de la base de lanzamiento en sí, mientras que la instalación de control de lanzamiento está prevista a tres kilómetros al oeste en la subdivisión Mars Crossing. Dogleg Park también ha seguido comprando terrenos en Boca Chica, y a 2014 poseía un total de "87 lotes que equivalen a más de 100 acres".
SpaceX también compró y está modificando varias propiedades residenciales en Boca Chica Village, pero aparentemente planea dejarlas en uso residencial, a unas 2 millas (3,2 km) al oeste del sitio de lanzamiento.
En septiembre de 2019, SpaceX extendió una oferta para comprar cada una de las casas en Boca Chica Village por tres veces el valor justo de mercado junto con una oferta de invitaciones VIP para futuros eventos de lanzamiento. Se dijo que la oferta de 3x era "no negociable". A los propietarios se les dio un plazo de dos semanas para que esta oferta en particular siguiera siendo válida.

### Construcción
Las principales obras de construcción en el sitio de lanzamiento de SpaceX en Boca Chica comenzaron en 2016, con la preparación del suelo para la plataforma de lanzamiento en un proceso que se dice que duró dos años, con importantes trabajos adicionales de suelo y una construcción significativa que comenzó a finales de 2018. Para septiembre de 2019, el sitio se había "transformado en un sitio de lanzamiento operativo, equipado con el equipo de apoyo en tierra necesario para respaldar los vuelos de prueba de los vehículos Starship alimentados con metano". La construcción más ligera de cercas y edificios temporales en la zona del centro de control había comenzado en 2014.
La ubicación de lanzamiento de Texas se proyectó en el borrador de EIS de 2013 para incluir 20 acres (80 937,2 m²) área de lanzamiento vertical y 12,2 acres (49 371,7 m²) área para un centro de control de lanzamiento y una plataforma de lanzamiento directamente adyacente a la terminal este de Texas State Highway 4. Los cambios ocurrieron en función de los terrenos que SpaceX pudo comprar y rediseñar para el centro de control y el astillero de construcción principal de la nave espacial.
SpaceX inició la construcción del nuevo sitio de lanzamiento en septiembre de 2014, pero indicó entonces que no se esperaba que los trabajos principales de construcción de la instalación se intensificaran hasta finales de 2015 después de que el equipo de desarrollo del sitio de lanzamiento de SpaceX completara el trabajo en Launch Pad 39A del Kennedy Space Center, ya que se esperaba que el mismo equipo dirigiera los trabajos de construcción de las instalaciones de Boca Chica. Se esperaba que el trabajo de preparación anticipada comenzaran antes. A 2014, SpaceX anticipó gastar aproximadamente US$100 million durante tres o cuatro años para construir la instalación de Texas, mientras que el gobierno del estado de Texas esperaba gastar US$15 million para ampliar los servicios públicos y la infraestructura para respaldar el nuevo puerto espacial. La fase de diseño de la instalación se completó en marzo de 2015. En el evento, la construcción se retrasó debido a la destrucción de una de las dos instalaciones de lanzamiento de SpaceX en Florida en la explosión de un cohete en septiembre de 2016, que obligó al equipo de diseño/construcción del sitio de lanzamiento durante más de un año.
Para estabilizar el suelo anegado en el emplazamiento costero, los ingenieros de SpaceX determinaron que se requeriría un proceso conocido como sobrecarga del suelo. Para ello, entre octubre de 2015 y enero de 2016 se transportaron a las instalaciones unos 240.000 m3 de tierra nueva en camiones. En enero de 2016, luego de pruebas de suelo adicionales que revelaron problemas en los cimientos, SpaceX indicó que no planeaban completar la construcción hasta 2017, y el primer lanzamiento desde Boca Chica no se esperaba hasta finales de 2018. En febrero de 2016, la presidenta y directora de operaciones de SpaceX, Gwynne Shotwell, declaró que la construcción se había retrasado debido a la mala estabilidad del suelo en el sitio y que se necesitarían "dos años de trabajo de limpieza" antes de que SpaceX pudiera construir la instalación de lanzamiento, y se esperaba que los costos de construcción fueran superior a la estimada previamente. La primera fase del proceso de estabilización de suelos se completó en mayo de 2016.

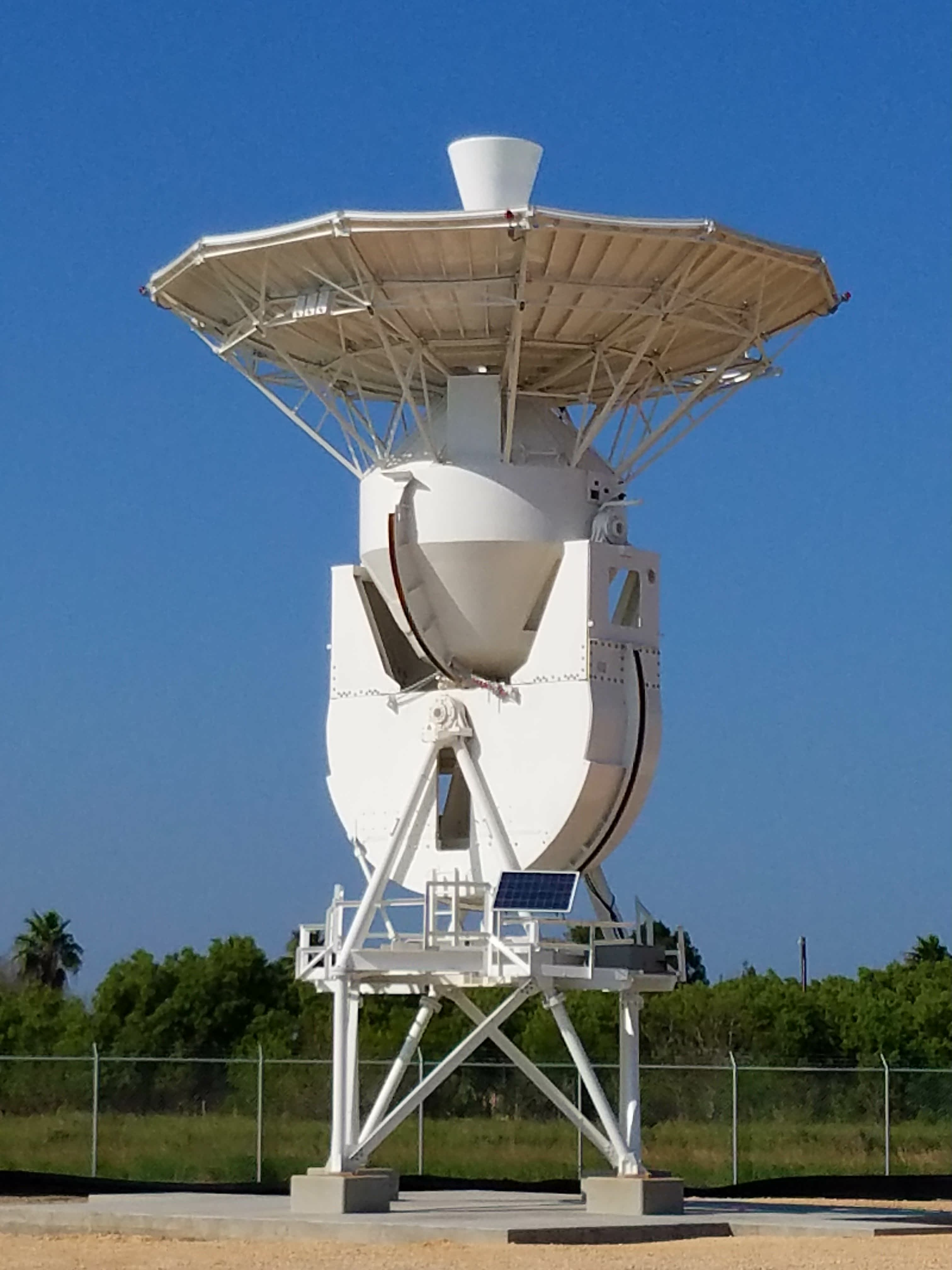
Una antena de estación de seguimiento instalada en el centro de control.

Dos antenas de 30 pies (9 m) de la estación de seguimiento de banda S se instalaron en el sitio en 2016–2017. Anteriormente se utilizaban para rastrear el transbordador espacial durante el lanzamiento y el aterrizaje y se pusieron en funcionamiento como recursos de rastreo para las misiones Dragon tripuladas en 2018.
Una propiedad de SpaceX 6,5 acres (26 304,6 m²) de una estación de energía fotovoltaica se instaló en el sitio para proporcionar energía eléctrica fuera de la red cerca del centro de control, La granja solar fue instalada por SolarCity en enero de 2018.
El progreso en la construcción de la plataforma desaceleró considerablemente durante 2017, mucho más despacio de lo que esperaban los funcionarios estatales de SpaceX o Texas cuando se anunció en 2014. Sin embargo, el apoyo a SpaceX se mantuvo bastante fuerte entre los funcionarios públicos de Texas. En enero de 2018, el director de operaciones Shotwell dijo que la plataforma podría utilizarse para "pruebas iniciales de vehículos" a fines de 2018 o principios de 2019, pero que después se requeriría trabajo adicional para convertirlo en un sitio de lanzamiento completo. SpaceX logró este nuevo objetivo, con pruebas en tierra de prototipos de cohetes y motores de cohetes en Boca Chica a partir de marzo de 2019, y pruebas de vuelo suborbital a partir de julio de 2019.
A fines de 2018, la construcción aumentó considerablemente y el sitio vio el desarrollo de un gran parque de tanques de propulsor incluyendo un tanque de oxígeno líquido horizontal de 95 000 galones y un tanque de metano líquido de 80 000 galones, una antorcha de gas, más oficinas y una pequeña plataforma de lanzamiento cuadrada y plana. El prototipo Starhopper se reubicó en la plataforma en marzo de 2019 y voló por primera vez a fines de julio de 2019.
A fines de 2018, la subdivisión "Mars Crossing" se convirtió en un astillero, con el desarrollo de varios hangares grandes y varias plantillas de hormigón, sobre las cuales se fabricaron grandes estructuras de cohetes de acero, la primera de las cuales se convirtió en el artículo de prueba Starhopper. En febrero de 2019, SpaceX confirmó que los primeros artículos de prueba Starship y Super Heavy con capacidad orbital se fabricarían cerca, en el "sitio de construcción de SpaceX South Texas". Para septiembre de 2019, la instalación se había transformado por completo en una nueva fase de una instalación de construcción de cohetes industriales, trabajando en múltiples turnos y más de cinco días a la semana, capaz de soportar pruebas de vuelo y en tierra de grandes cohetes. Desde noviembre de 2019, el equipo del sitio de lanzamiento del sur de Texas de SpaceX ha estado trabajando en una nueva plataforma de lanzamiento para su cohete Starship/Super Heavy; el antiguo sitio de lanzamiento se ha transformado en un sitio de ensamblaje para el cohete Starship.
El 7 de marzo de 2021, Michael Baylor reveló en Twitter que el sitio de lanzamiento de SpaceX South Texas eventualmente podría expandirse hacia el sur. La expansión podría ver la adición de 2 bancos de pruebas suborbitales junto con una plataforma de lanzamiento orbital cuyo nombre en código es Orbital Launch Mount B. La expansión también podría incluir una nueva plataforma de aterrizaje, una expansión del parque de tanques existente, un nuevo parque de tanques situado junto a el Orbital Launch Mount B propuesto, la plataforma Suborbital Pad B ampliada y dos torres de integración situadas en el Orbital Launch Mount A en construcción y el Orbital Launch Mount B propuesto
En marzo de 2021, SpaceX recibió una "Determinación de no peligro para la navegación aérea" de la FAA para la torre de lanzamiento de 146 metros (479 ft) que SpaceX está construyendo y que está destinada a apoyar lanzamientos orbitales. El período de construcción que se muestra en los documentos de la FAA fue de abril a julio de 2021, pero la fecha de vencimiento de la aprobación reglamentaria fue el 18 de septiembre de 2021.
La torre de lanzamiento estaba completamente apilada a finales de julio de 2021, cuando una grúa levantó la novena y última gran sección de acero hasta la parte superior de la torre en el sitio de lanzamiento orbital (OLS). La torre está diseñada para tener un conjunto de brazos grandes adjuntos que se utilizan para apilar la segunda etapa de Super Heavy y Starship en el soporte de lanzamiento adyacente y, eventualmente, también atrapar el cohete al regresar al sitio de lanzamiento. En la parte superior de la torre no hay una gran grúa independiente. El montaje de lanzamiento ("Etapa cero") comenzó a construirse en julio de 2020 cuando la barra de refuerzo de la base profunda comenzó a elevarse sobre el suelo. Pronto, seis grandes soportes de lanzamiento circulares de acero se levantaron del suelo que eventualmente soportarían el enorme peso de la plataforma de lanzamiento unos diez meses después. El montaje se construyó en toda su altura el 31 de julio de 2021 con el despliegue y la grúa en el lugar del 370 toneladas (370.000 kg; 820,000 lb) mesa de lanzamiento, que se había construido a medida en el sitio de fabricación durante los meses anteriores. Musk ha comentado que Stage Zero sería todo lo que se necesita para lanzar y atrapar el cohete, y que construirlo es al menos tan difícil como el propulsor o el barco. A 2021  de agosto del  02, aún no se habían completado las conexiones de los equipos de apoyo a tierra, eléctricos y de plomería de la torre de lanzamiento y del soporte de lanzamiento. Poco después de que se detuvieran las pruebas de Starships, la producción comenzó a aumentar para el primer vuelo de prueba orbital. Los trabajadores de SpaceX comenzaron a construir tanques GSE, proyectiles criogénicos, Starship SN20 y Super Heavy Booster 4. Cuando se completó SN20, Booster 4 y SN20 se implementaron en el sitio de lanzamiento para una pila completa. El 6 de agosto de 2021, se apiló el SN20 sobre el Booster 4 para realizar comprobaciones de ajuste y pruebas de compatibilidad con la torre. Los trabajadores de SpaceX pronto llevaron SN20 y Booster 4 al sitio de producción. La plataforma de lanzamiento y el equipo de apoyo en tierra, incluido el blindaje, se completaron en abril de 2023. 
El 20 de abril de 2023, Starbase acogió el primer lanzamiento del Ship 24/Booster 7 completamente apilado. El lanzamiento terminó en un giro descontrolado y el sistema de terminación de vuelo del cohete detonó cuatro minutos después del lanzamiento a 39 km (24 millas) de altitud y no alcanzó la órbita, pero Musk clasificó el lanzamiento como un éxito porque no esperaba que se despejara. la plataforma de lanzamiento 

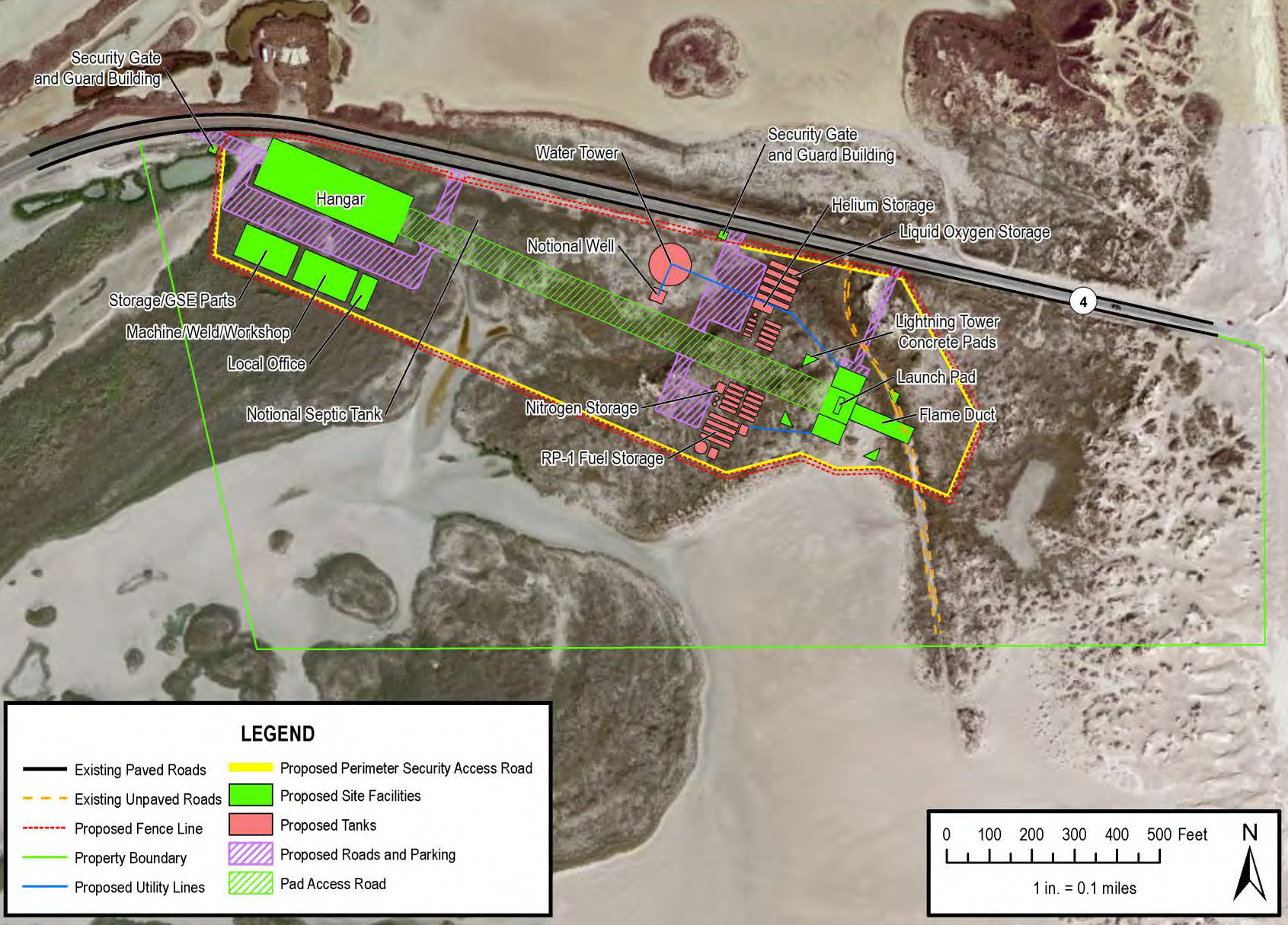
Área de lanzamiento vertical de las instalaciones de SpaceX Texas, del borrador EIS de la FAA, abril de 2013

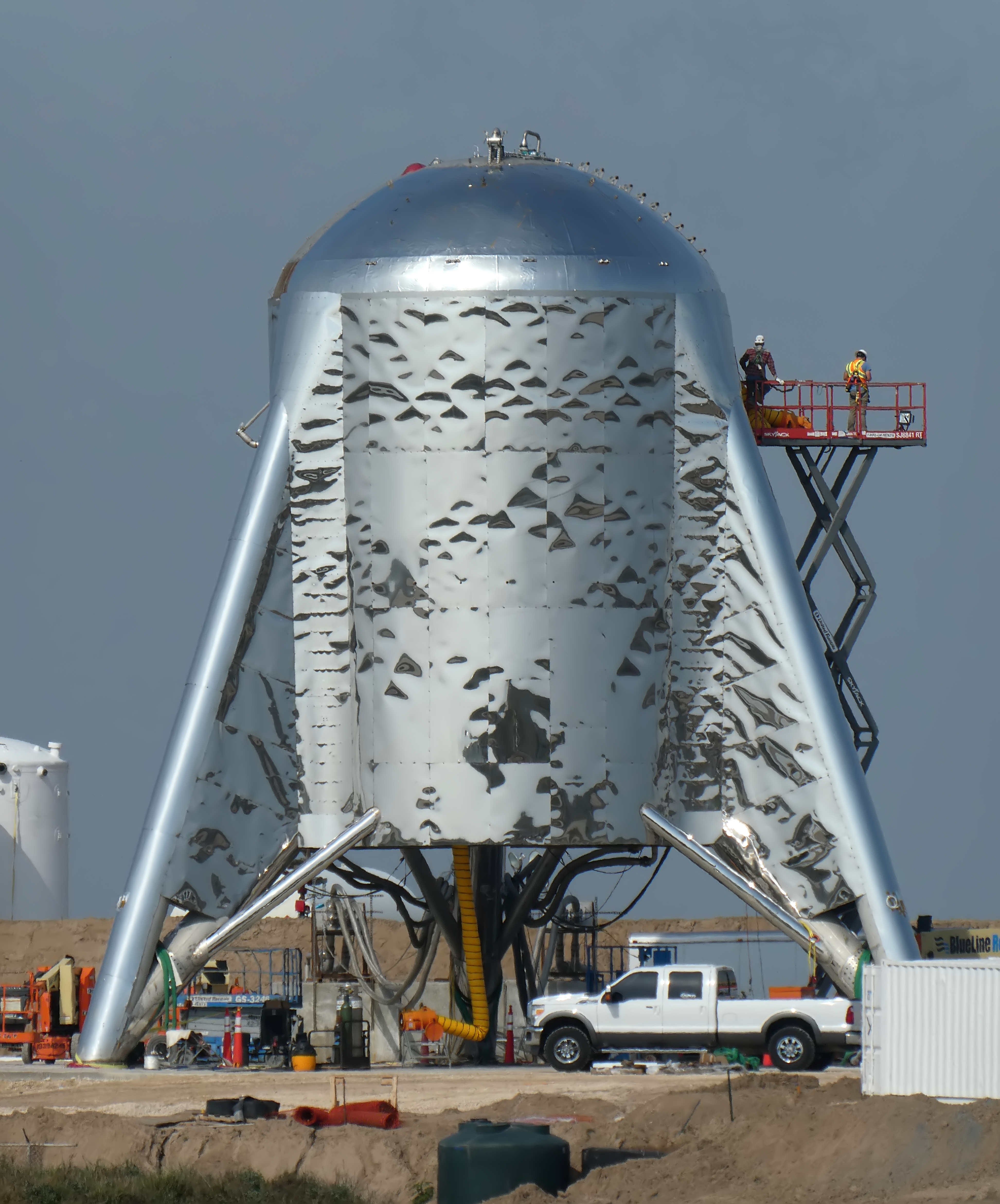
saltamontes

El sitio de lanzamiento del sur de Texas es la cuarta instalación de lanzamiento activa de SpaceX y su primera instalación privada. A 2019, SpaceX arrendó tres sitios de lanzamiento propiedad del gobierno de EE. UU .: Vandenberg SLC 4 en California, y Cape Canaveral SLC-40 y Kennedy Space Center LC39A, ambos en Florida .
El sitio de lanzamiento está en el condado de Cameron, Texas, aproximadamente 17 millas (27,4 km) al este de Brownsville, con un rango elevado de lanzamiento sobre el Golfo de México. Está previsto que el sitio de lanzamiento se optimice para la actividad comercial, así como también se utilice para volar naves espaciales en trayectorias interplanetarias.
Los lanzamientos en trayectorias orbitales desde Brownsville tendrán una trayectoria de vuelo restringida, debido a las islas del Caribe, así como a la gran cantidad de plataformas petroleras en el Golfo de México. SpaceX ha declarado que tienen una buena ruta de vuelo disponible para el lanzamiento de satélites en trayectorias hacia la órbita geosíncrona comercialmente valiosa.
Aunque los planes iniciales de SpaceX para el sitio de lanzamiento de Boca Chica eran elevar naves espaciales robóticas a órbitas geosincrónicas, Elon Musk indicó en septiembre de 2014 que "la primera persona en ir a otro planeta podría lanzarse desde [el sitio de lanzamiento de Boca Chica]", pero no indicó qué vehículo de lanzamiento podría usarse para esos lanzamientos. En mayo de 2018, Elon Musk aclaró que el sitio de lanzamiento del sur de Texas se usaría exclusivamente para Starship .
Para marzo de 2019, se estaban construyendo dos artículos de prueba de Starship y tres para mayo. El cohete de vuelo de prueba Starship de baja altitud y baja velocidad se utilizó para la prueba integrada inicial del motor del cohete Raptor con una estructura de propulsante apta para el vuelo, y también estaba programado para probar el sistema de presurización autógena recientemente diseñado que está reemplazando la presurización tradicional del tanque de helio. así como algoritmos iniciales de lanzamiento y aterrizaje para el mucho más grande 9 metros (29' 6,30") cohete. SpaceX desarrolló su tecnología de refuerzo reutilizable para el Falcon 9 de 3 metros de diámetro de 2012 a 2018. El prototipo Starhopper también fue la plataforma para las primeras pruebas de vuelo del motor metalox Raptor de combustión por etapas de flujo completo, donde el vehículo tolva se probó en vuelo con un solo motor en julio/agosto de 2019, pero podría equiparse con hasta tres motores para facilitar las pruebas de tolerancia de salida del motor.
La base de lanzamiento ha sido el sitio principal de producción y prueba del sistema Starship/Super Heavy. Todos los vehículos Starship se han construido aquí, excepto el prototipo Mk2, que se construyó en Florida pero nunca se completó y finalmente se desechó.
Para marzo de 2020, SpaceX había duplicado la cantidad de empleados en el sitio para la fabricación, prueba y operaciones de Starship desde enero, con más de 500 empleados trabajando en las instalaciones. Cuatro turnos trabajan las 24 horas del día, los 7 días a la semana, en turnos de 12 horas con 4 días de trabajo, 3 de descanso, seguidos de 3 días de trabajo y 4 de descanso, para permitir la fabricación continua de Starship con trabajadores y equipos especializados en cada tarea de la producción en serie de Starship. Una granja solar de 1 MW y una batería de 3,8 MWh suministran parte de la electricidad.
En septiembre de 2022, durante una primera prueba de encendido de los seis motores del prototipo Starship, los escombros calientes dispersos incendiaron un contenedor de basura SpaceX y provocaron un incendio forestal en el cercano Área de Manejo de Vida Silvestre de Las Palomas, un área ambientalmente sensible, que finalmente destruyó 68 acres antes de que el se podría apagar el fuego.

## Impacto
En un estudio de 2014, se proyectó que la nueva instalación de lanzamiento generaría US$85 million de actividad económica en la ciudad de Brownsville y eventualmente generaría aproximadamente US$51 million en salarios anuales a partir de unos 500 puestos de trabajo que se proyecta crear para 2024.
En 2014, se creó una junta de desarrollo económico local para el sur de Texas, la Corporación de Desarrollo del Puerto Espacial del Condado de Cameron (CCSPDC), para facilitar el desarrollo de la industria aeroespacial en el condado de Cameron, cerca de Brownsville. El primer proyecto de la junta recién establecida es el proyecto SpaceX para desarrollar un sitio de lanzamiento en la playa de Boca Chica . En mayo de 2015, el condado de Cameron transfirió la propiedad de 25 lotes en Boca Chica a CCSPDC, que se indicó que podrían usarse en el futuro para desarrollar estacionamiento para eventos . [actualizar]

### Efectos en los propietarios de viviendas cercanas
La instalación de lanzamiento fue aprobada para la construcción a dos millas de aproximadamente treinta casas, sin indicios de que esto causaría problemas a los propietarios. Cinco años más tarde, en 2019, luego de una revaluación de la FAA del impacto ambiental y la emisión de nuevos requisitos de la FAA de que se pida a los residentes que permanezcan voluntariamente fuera de sus casas durante pruebas particulares de encendido de motores y tanques, SpaceX decidió que un par de docenas de estos las casas estaban demasiado cerca de la instalación de lanzamiento a largo plazo y buscaron la adquisición de estas propiedades. [actualizar] Un abogado con experiencia en tales situaciones se refirió al plazo dado de SpaceX para que los propietarios consideren su oferta de compra como "agresiva".
El Servicio de Pesca y Vida Silvestre de los Estados Unidos afirmó que SpaceX había causado 1000 horas de cierres de carreteras en 2019, muy por encima de las 300 horas permitidas. En junio de 2021, el fiscal de distrito del condado de Cameron, Luis Sáenz, amenazó con enjuiciar a SpaceX por cierres no autorizados de carreteras y playas, así como por emplear agentes de seguridad que pueden no tener licencia para portar armas.

### Preocupaciones ambientales
Algunos residentes de Boca Chica Village, Brownsville y activistas ambientales criticaron el programa de desarrollo de Starship, afirmando que SpaceX había dañado la vida silvestre local, realizado vuelos de prueba no autorizados junto con la construcción de infraestructura y contaminado el área con ruido. Los grupos ambientalistas advirtieron que el programa amenaza la vida silvestre en el área, incluidas 18 especies vulnerables y en peligro de extinción. Una especie rara de escarabajo, el escarabajo pulga de Boca Chica ( Chaetocnema rileyi ), solo se conoce del sistema de dunas junto a la playa junto a la plataforma de lanzamiento. El puerto espacial se construye bajo la suposición de que el cohete Falcon Heavy se lanzaría allí, creando así un gran radio donde los desechos de Starship pueden aterrizar.
Durante el lanzamiento de SN8, SpaceX ignoró las advertencias de la FAA de que el perfil de vuelo presentaba un riesgo de explosión. Después del lanzamiento, el administrador asociado de la FAA, Wayne Monteith, comentó que SpaceX no tiene una cultura de seguridad sólida para no realizar controles exhaustivos y seguir las declaraciones de la FAA. Los miembros del Congreso de los Estados Unidos expresaron su preocupación por la respuesta de la FAA. Sin embargo, el administrador de la FAA declaró que si bien SpaceX había realizado varias correcciones por esas violaciones, la FAA no aprobaría más vuelos si SpaceX no continuaba realizando esas correcciones. David Newstead, director de un grupo ambientalista local, dijo que la explosión del SN11 dejó restos de cohetes en partes del refugio de vida silvestre que tomó tres meses limpiar.
La FAA permitió al público comentar hasta el 1 de noviembre de 2021 sobre el borrador de la declaración de impacto ambiental que publicaron el 19 de septiembre de 2021. La evaluación ambiental de SpaceX omitió detalles importantes sobre la fuente de propulsor. Un ejemplo de ello es el plan de SpaceX de construir una planta de energía a gas de 250 megavatios sin especificar cómo obtendría decenas de millones de pies cúbicos de gas por día. Pat Parenteau, profesora de derecho y asesora principal de la Clínica de Defensa Ambiental de la Facultad de Derecho de Vermont, afirmó que era inusual excluir tales detalles, lo que podría violar la Ley de Política Ambiental Nacional de EE. UU.
Antes del vuelo de prueba orbital de SpaceX Starship el 20 de abril de 2023, 27 organizaciones, incluidas Sierra Club, South Texas Environmental Justice Network, Another Gulf is Possible, Voces Unidas, Trucha y Carrizo/Comecrudo Tribe firmaron una carta expresando sus preocupaciones y oposición. lo. Citaron la gentrificación y el exceso de vigilancia del área, el hábitat de la vida silvestre, la pesca accesible y la interrupción de las ceremonias nativas, y el alto riesgo de accidentes con explosivos y emisiones de metano, entre otros. Después del lanzamiento, un representante de Another Gulf también criticó los niveles de ruido del lanzamiento, la explosión de concreto y polvo de limo sobre los residentes de Port Isabel a 10 km (6,5 millas) de distancia, y la aprobación de la Comisión Federal Reguladora de Energía el 20 de abril de nuevo gas natural licuado. terminales muy cerca de Port Isabel. CNBC informó que los representantes del Sierra Club y el Centro para la Diversidad Biológica dijeron que la eyección de partículas de la explosión podría tener efectos negativos en los residentes de Port Isabel y la salud de las especies en peligro de extinción, y que la explosión impidió que los biólogos de vida silvestre inspeccionaran el área hasta el 22 de abril El lanzamiento esparció escombros en 385 acres (155,8 ha) de la propiedad de SpaceX y el Parque Estatal Boca Chica, aunque no se encontraron escombros en las tierras de propiedad del refugio. También inició un incendio forestal que quemó 3,5 acres (1,4 ha) de terreno de parque estatal al sur de la plataforma. Una encuesta del Servicio de Pesca y Vida Silvestre de EE. UU. no encontró evidencia de aves muertas u otros animales salvajes después del lanzamiento, aunque la Radio Pública de Texas informó que un nido de codornices estaba carbonizado. El 1 de mayo, diez días después del lanzamiento, la Tribu y cuatro grupos ambientalistas, incluido el Centro, demandaron a la FAA por supuestamente otorgar la licencia de lanzamiento, en opinión de los demandantes, demasiado pronto.
Los impactos económicos del puerto espacial han incluido una afluencia de puestos de trabajo en el área, en su mayoría carreras de alta calificación y salarios altos. Sin embargo, los precios de la vivienda en la ciudad más cercana, Brownsville, Texas, han subido más de un 20%. Activistas locales de vivienda han citado preocupaciones acerca de la gentrificación que desplaza a los lugareños.
Además, existen preocupaciones sobre quién regulará el puerto espacial, ya que la NASA no es una agencia reguladora y la FAA carece de experiencia en viajes espaciales. A 2023 de 05, la FAA está supervisando la investigación de SpaceX sobre el lanzamiento y la explosión del 20 de abril, y había otorgado una licencia solo para ese lanzamiento. Aún se desconoce si la industria espacial implementará planes para que Brownsville se convierta en un centro de investigación.

### Facilidades de investigación
El Consejo de Desarrollo Económico de Brownsville (BEDC, por sus siglas en inglés) estaba construyendo una instalación de seguimiento espacial en Boca Chica Village en un 2,3 acres (9307,8 m²) sitio adyacente al centro de control de lanzamiento de SpaceX. La instalación de rastreo STARGATE es un proyecto conjunto de BEDC, SpaceX y la Universidad de Texas Rio Grande Valley (anteriormente la Universidad de Texas en Brownsville en el momento en que se llegó al acuerdo). [actualizar]

### Turismo
En enero de 2016, la Junta Asesora de Visitantes y Convenciones de South Padre Island (CVA) recomendó que el Ayuntamiento de South Padre Island "procediera con una mayor planificación con respecto a los posibles sitios de visualización de SpaceX". El puerto espacial provoca el cierre de playas durante los lanzamientos de cohetes.